# Griekstalige Wikipedia
De Griekstalige Wikipedia (Grieks: Ελληνική Βικιπαίδεια) is een uitgave in de Griekse taal van de online encyclopedie Wikipedia. De Griekse Wikipedia ging op 1 december 2002 van start. In november 2023 waren er ruim 227.000 artikelen en ruim 400.000 geregistreerde gebruikers,waarvan bijna 900 actieve bewerkers.